# بوخنيفيس
بوخنيفيس بلدية جزائرية في ولاية سيدي بلعباس شمال غرب الجزائر.
تقع بلدية بوخانفيس جنوب ولاية سيدي بلعباس، تبعد عنها حوالي مسافة 15 كم، ويمرّ عليها وادي مكرة، تشتهر هذه المنطقة باراضيها الفِلاحية وتنوع محاصيلها.وجبالها الخضراء التي تعتبر مكان رائع لجلب الزّوار.كمّا أنها تشهد ببطولات كبيرة أثناء الثورة التحريرية وفيها ثاني سّجن في الجزائر الذي وضعته فرنسا، كما تتميّز هذه المنطقة بطيبة سكانها وكرمهم، والزائر لهذه البلدية يلمح نظافتها واتساع طرقها وهوائها النّقي، وبمّا تزخر به من حفلات وسهرات للافراح، وكل من يزورها يتمنى أن يكون ابن هذه المنطقة والعديد منهم سكنها بعد ما حن قلبه إليها.
يبلغ عدد سكانها حسب إحصائيات 2010 حوالي 17الف نسمة؛ وتتّوزع حسب القرى التابعة لها وهي كالتالي: دوار الدار البيضاء والذي هو بمثابة حي من أحيّائِها كونه قريب من البلديّة، ودوار أولاد عبيد، ودوار أولاد بن ديدة.